# بلاغوفيشتشينسك (جمهورية باشكورتوستان)
بلاغوفيشتشينسك(بالروسية: Благовещенск) هي إحدى مدن روسيا في الكيان الفدرالي الروسي باشكورستان.